# Bezšroubová svorka

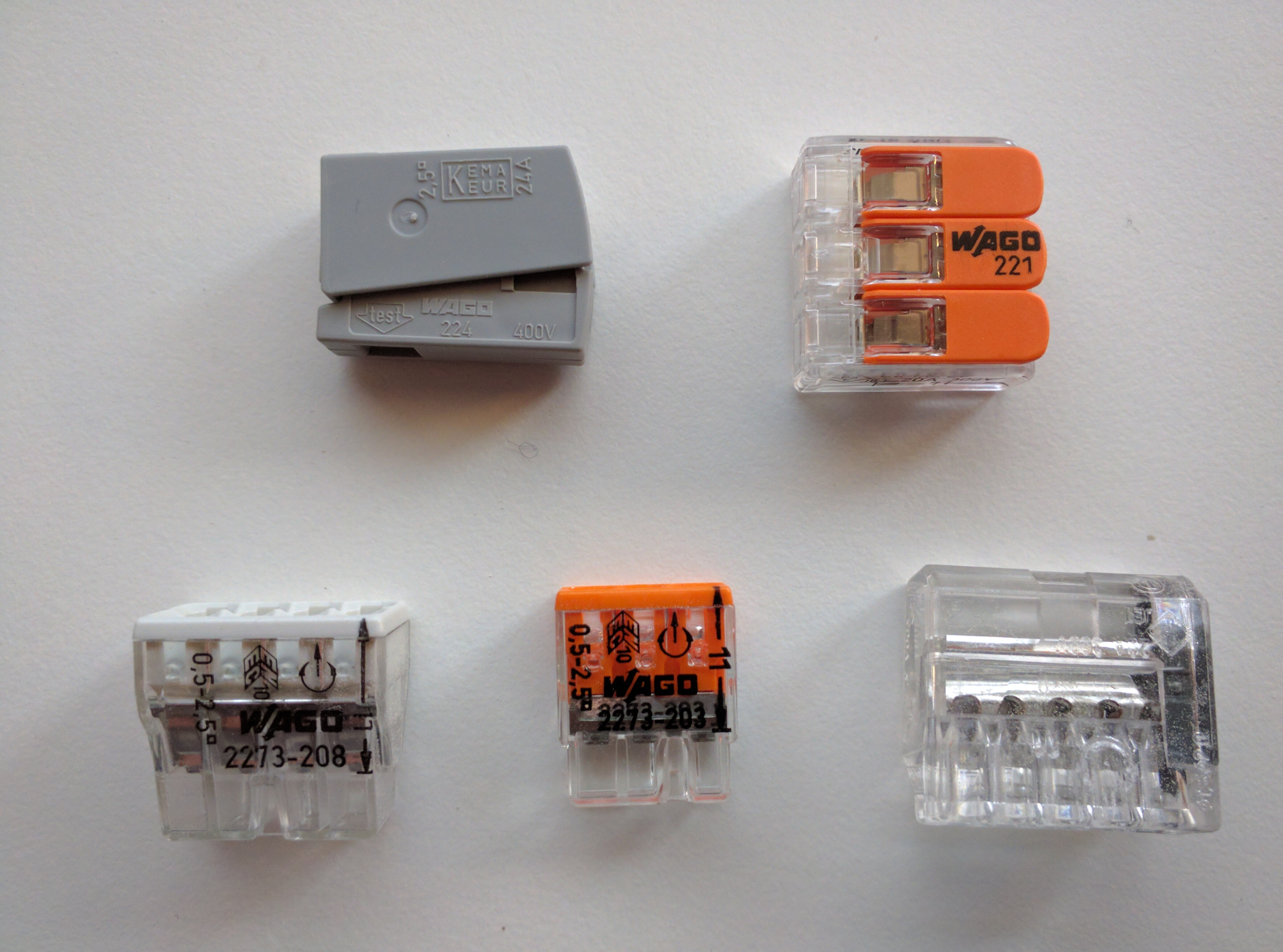
Různé typy bezšroubových svorek

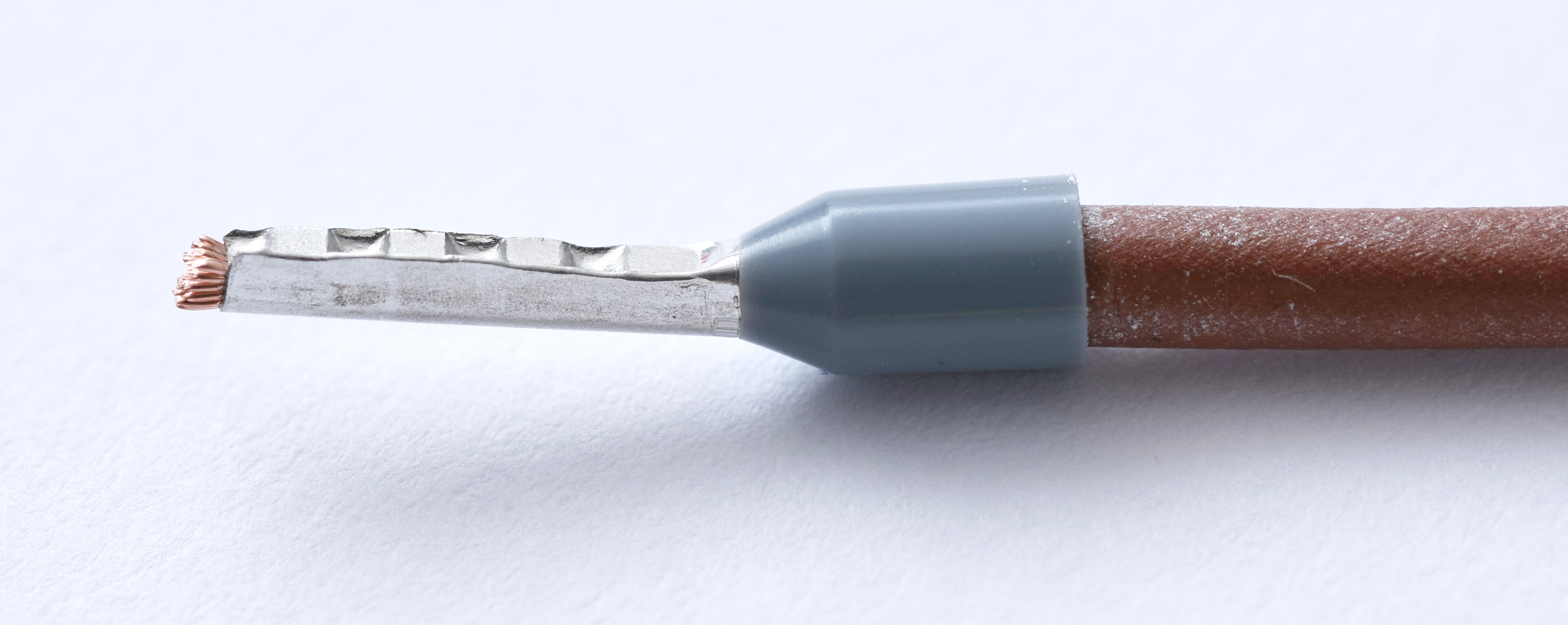
Laněný vodič, zakončený nalisovanou (krimpovanou) dutinkou

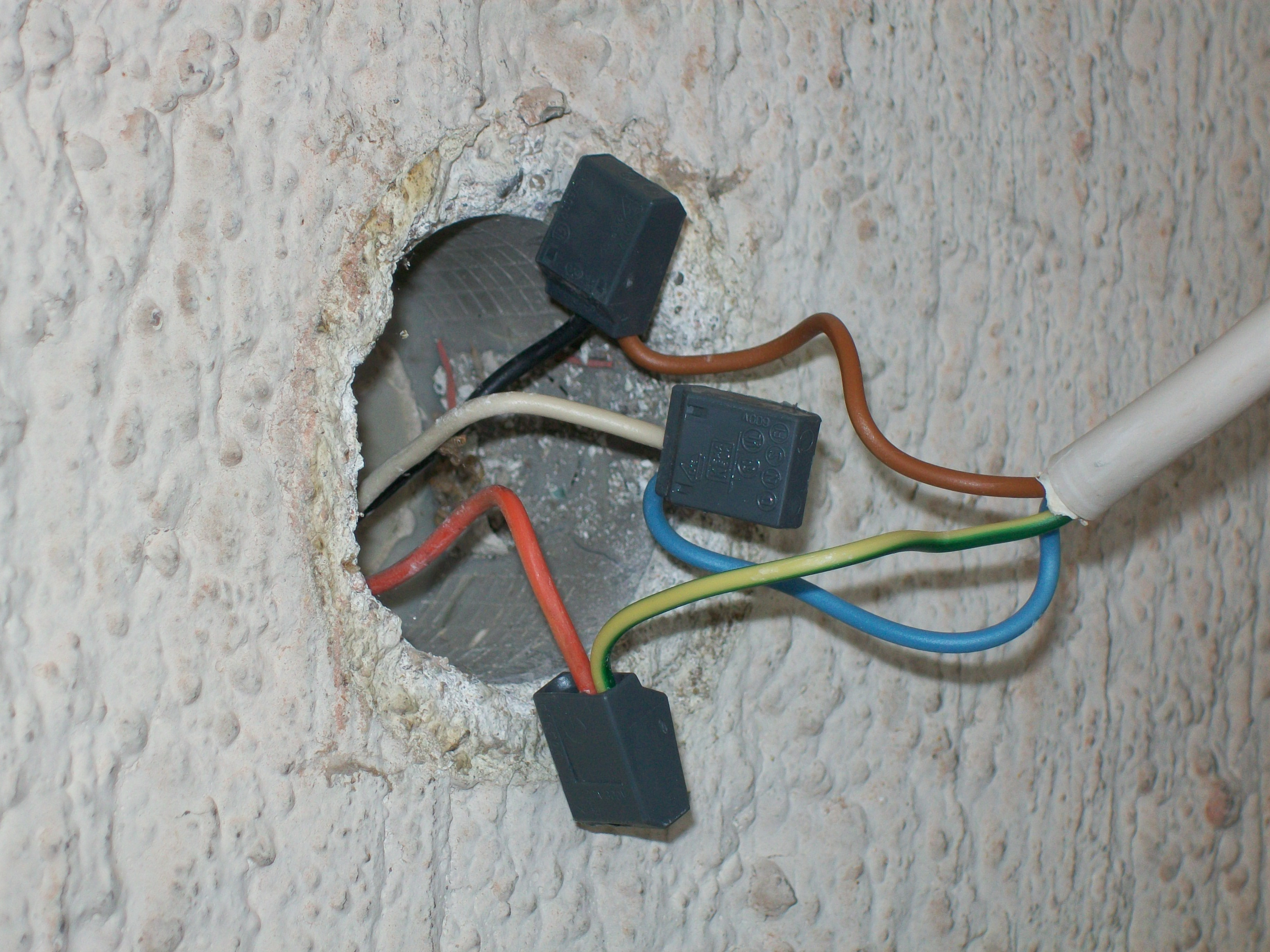
Propojení dvou vícežilových kabelů bezšroubovými svorkami

Bezšroubová svorka, také pružinová svorka nebo svorka s klecovou pružinou je elektrická svorka, ve které je vodič držen tlakem pružiny namísto přítlaku vyvozeného šroubem. Svorka je určena pro rozebíratelné spojení několika vodičů navzájem, případně pro připojení vodiče k vývodu elektrického přístroje.

## Funkce a využití
V bezšroubové svorce je vodič pružinou přitlačován k pevnému, nepohyblivému nosníku. Některé typy svorek umožňují tuhé vodiče a laněné vodiče, zpevněné na konci nalisovanou dutinkou zasunout přímo. Při zasouvání je nutné překonat odpor pružiny. Jiné typy svorek vyžadují uvolnění pružiny (odkrytí vstupního otvoru) nástrojem, např. šroubovákem, nebo odklopením páčky. Svorky, u nichž je nutné pružinu vědomě uvolnit, zase dovolují zasunout i laněné a jemně laněné vodiče po odizolování bez dalších úprav.
Spojení vodiče a pevného profilu je mechanicky trvanlivé a elektricky zcela spolehlivé. Při správném postupu a se svorkou odpovídající průřezu vodiče vznikne plynotěsný spoj. Spojení vodiče a nosníku je samosvorné.
Ze svorek, které nemají zajišťovací páčku ani otvor pro šroubovák, je možné vodič uvolnit současným otáčením a tahem proti směru původního zasunutí.
Bezšroubové svorky se uplatňují na mnoha místech v silnoproudé elektrotechnice a elektronice: v elektroinstalačních krabicích domovních rozvodů, v řadových svorkách v rozváděčích, jako přívodní svorky elektronických přístrojů, osazené přímo na plošný spoj i jako svorky elektroinstalačních přístrojů, zásuvek a vypínačů.

## Výhody
Bezšroubové svorky vynikají rychlým a jednoduše proveditelným propojením a současně snadným rozpojením. Elektrický kontakt je srovnatelný se zářezovým kontaktem. Kontakt vznikne zasunutím vodiče poměrně malou silou a může být rozpojen tlakem vhodného nástroje (např. plochého šroubováku) na klecovou pružinu.
Použitím bezšroubových svorek se lze vyhnout závadám, které u klasických šroubových spojů vznikají vinou oteplení, vibrací nebo deformace materiálu (tzv. tečení hliníkových vodičů).